# Górczyna (Zwierzyn)
Górczyna (deutsch Neu Gurkowschbruch) ist ein Wohnplatz in der Woiwodschaft Lebus in Polen. Er gehört zur Gmina Zwierzyn (Gemeinde Neu Mecklenburg) im Powiat Strzelecko-Drezdenecki (Friedeberg-Driesener Kreis). 
Der Wohnplatz liegt im Netzebruch in der Neumark, etwa 65 km östlich von Küstrin und etwa 95 km südöstlich von Stettin.
Neu Gurkowschbruch bildete bis 1941 eine Landgemeinde im Landkreis Friedeberg Nm. und gehörte mit diesem Kreis zur preußischen Provinz Brandenburg, ab 1938 zur Provinz Pommern. Im Jahre 1925 wurden in Neu Gurkowschbruch 182 Einwohner in 43 Haushaltungen gezählt. Neben Neu Gurkowschbruch gab es in der Gemeinde den Wohnplatz Molkenhaus. Zum 1. Oktober 1941 wurde Neu Gurkowschbruch in die benachbarte Landgemeinde Gurkow eingemeindet.
1945 kam Neu Gurkowschbruch, wie alle Gebiete östlich der Oder-Neiße-Linie, an Polen. Neu Gurkowschbruch erhielt den polnischen Ortsnamen „Górczyna“.